# Gottröra socken
Gottröra socken i Uppland ingick i Långhundra härad, ingår sedan 1971 i Norrtälje kommun och motsvarar från 2016 Gottröra distrikt.
Socknens areal är 52,20 kvadratkilometer, varav 51,01 land. År 2000 fanns här 607 invånare.  Kyrkbyn Gottröra med sockenkyrkan Gottröra kyrka ligger i socknen.  

## Administrativ historik
Gottröra socken har medeltida ursprung. 
Vid kommunreformen 1862 övergick socknens ansvar för de kyrkliga frågorna till Gottröra församling och för de borgerliga frågorna till Gottröra landskommun. Landskommunen uppgick 1952 i Skepptuna landskommun som upplöstes 1967 då detta område uppgick i Rimbo landskommun som 1971 uppgick i Norrtälje kommun.
1 januari 2016 inrättades distriktet Gottröra, med samma omfattning som församlingen hade 1999/2000.  
Socknen har tillhört län, fögderier, tingslag och domsagor enligt vad som beskrivs i artikeln Långhundra härad. De indelta soldaterna tillhörde Upplands regemente Hundra Härads kompani samt Livregementets dragonkår, Roslags Sqvadron, Roslags kompani.

## Geografi
Gottröra socken ligger mellan Uppsala och Norrtälje kring Gottröraån. Socknen har slättbygd kring ån i söder och är i övrigt en skogsbygd.

### Geografisk avgränsning
Socknen avgränsas i norr av gränsen mot Almunge socken i Uppsala län. Här, i norr, invid Ubby-Långsjön ligger Abrahamsby och Frubol samt Riddarbol. Även i väster avgränsas socknen av länsgränsen mot Uppsala län, tillika mot Husby-Långhundra socken. Ungefär mitt i socknen ligger egendomen Vängsjöberg och ytterligare ca 2 km söderut ligger Gottröra kyrka. Här passerar riksväg 77 (Uppsala - Norrtälje). Cirka 2 km öster om kyrkan ligger Johannesbergs gård. I söder avgränsas socknen av Skepptuna socken i Sigtuna kommun samt av Närtuna socken.

## Fornlämningar
Från bronsåldern finns spridda gravrösen, stensättningar och en mängd skålgropförekomster. Från järnåldern finns drygt 25 gravfält och två fornborgar. En runsten har påträffats.

## Namnet
Namnet skrevs 1274 Guttarør och kommer från kyrkbyn. Förleden är mansnamnet Gutte, efterleden är rör, 'gravröse'. 